# کیسدیا
کیسدیا (انگلیسی: Quesadilla) یک خوراک مکزیکی و نوعی تاکو است، متشکل از یک تورتیای پرشده با پنیر که می‌تواند همراه باشد با گوشت، لوبیا و سایر ادویه جات که سپس روی یک صفحه اجاق پخته می‌شود.